# 湖北省行政区划
湖北省简称“鄂”，为中国的国家一级行政区，因地处洞庭湖以北而得名“湖北”，省会武汉市。面积185,900多平方公里，人口6016.1万人（2004年），其中城镇人口2627.8万人。湖北原为古荆州、楚地；唐朝属江南东道、淮南道和山南东道；宋设荆湖北路，简称湖北路，也为“湖北”作为中国行政区划之得名之始；元朝、明朝属湖广行省；清朝分湖广行省置湖北省，省名至今未变。截至2009年5月13日，湖北省随州市随县获准设立。现全省划分为12个地级市、1个自治州、4个直管县级行政区；共计有103个县级行政区即38个市辖区、24个县级市、38个县、2个自治县、1个林区（神农架林区）。截至2022年12月31日，湖北省辖12个地级市、1个自治州；103个县级行政区，包括39个市辖区、25个县级市、36个县、2个自治县和1个林区；1257个乡级行政区，包括761镇，151乡，10民族乡，335街道。

## 现有地级与县级行政区
1. ↑  . 中华人民共和国民政部.   [2023-09-22]. （原始内容存档于2023-09-22）.